# Plus rien à perdre
Pour plus de détails, voir Fiche technique et Distribution.
Plus rien à perdre (Dies rigorose Leben) est un film allemand réalisé par Vadim Glowna, sorti en 1983.

## Synopsis
Deux familles allemandes immigrées vivent dans le sud-ouest des États-Unis.

## Fiche technique
- Titre : Plus rien à perdre
- Titre original : Dies rigorose Leben
- Réalisation : Vadim Glowna
- Scénario : Vadim Glowna
- Musique : Peer Raben
- Photographie : Martin Schäfer
- Montage : Helga Borsche
- Production : Vadim Glowna et Ludwig Waldleitner
- Société de production : Atossa Film Produktion, Roxy Films et ZDF
- Pays :  Allemagne de l'Ouest
- Genre : Drame
- Durée : 100 minutes
- Dates de sortie : 
  -  Allemagne de l'Ouest : 10 mars 1983

## Distribution
- Ángela Molina : Rosa
- Jerzy Radziwiłowicz : Joey
- Vera Tschechowa : Salka
- Viveca Lindfors : Ada
- Elfriede Kuzmany : Martha
- José Sierra : George Lone Tree
- Frederico Rodrigues : Johnny
- Dolores Davis : Lorraine
- Beth Gottlieb : Juicy Lucy
- Helen Pesante : Ruby
- Laura Acosta : Boobs
- Lee Garcia : Pearl

## Distinctions
Le film a été présenté en sélection officielle en compétition lors de Berlinale 1983.